# Paysage catalan (Le Chasseur)
Paysage catalan (Le Chasseur)  est une toile de Joan Miró peinte à Paris en 1924 dans l'atelier de la rue Blomet.

## Contexte
C'est une des œuvres les plus importantes de l'artiste. Elle constitue une étape décisive dans la mutation de son style, dans la stylisation des formes commencée avec La Terre labourée, et poursuivie avec Pastorale. Pastorale pousse encore plus loin la recherche de l'anti-peinture  marquée par le mouvement dadaiste. Le tableau fait partie de la période que Jacque Dupin qualifie « par commodité » de fonds gris. La Terre labourée, Le Chasseur et Pastorale forment en quelque sorte une trilogie de recherche dans laquelle le peintre s'est attaqué à une fantastique opération de stylisation où chaque élément relève de l'idéogramme. William Rubin déchiffre chaque signe du tableau comme un mot. Miró note dans ses carnets : 

« L'avion Toulouse-Rabat déchirant le ciel catalan devient pour William Rubin : 1) avion-oiseau, 2) hélices, 3) fuselage, 4) échelles, 5) drapeaux français et catalans »

## Description
Miró, donne lui-même une description de ce tableau: 

« Ça, c'est le caroubier, l'arbre de Montroig (…) Le paysan catalan est devenu un triangle avec l'oreille, l'œil, la pipe, les poils de la barbe, la main(…) Il y a encore le cœur, les entrailles, le sexe du bonhomme. À gauche, l'avion Toulouse-Rabat qui nous survolait une fois par semaine, qui sera précisé dans le tableau avec la roue de l'hélice, l'échelle et les deux drapeaux français et catalan.(…) au loin, la mer avec un bateau. Au plus près, une sardine avec sa queue et ses moustaches, une sardine qui bouffe une mouche. Dans le tableau, j'ai écrit en grosses lettres Sard, et certains ont voulu lire Sardane (c'est plus poétique!). Mais c'est bien la sardine.(…)À droite, voici le gril qui attend le lapin, les flammes, et un poivron. Il y a aussi les vagues, les mouettes. Vous voyez, la ligne de la sardine répète la ligne d'horizon. Je me suis toujours soucié de construction plastique et pas seulement d'associations poétiques. C'est ce qui me distinguait des surréalistes. »

Selon Jacques Dupin, « le caroubier montre bien l'achèvement de la transformation imaginaire : il n'est plus qu'une figure circulaire, évoquant la plénitude sphérique du caroubier au centre de laquelle s'élance une ligne droite terminée par une feuille. De même, le paysan  se réduit à ses attributs, sa description précise relève du symbole. Nous le retrouvons dans bon nombre de toiles avec ses moustaches, sa barbe, sa barretina et sa pipe. Il tient un fusil d'une main, un lapin de l'autre, un couteau est suspendu à son poignet. »
Le fond de la toile,  se divise en deux parties de couleur ocre et jaune, séparées par une ligne ondoyante. en bas, à gauche, un triangle vert, un triangle noir. Près du paysan : un cône noir, derrière le caroubier : la sardine avec, en son centre, des cercles concentriques avec du gris bleu et noir, qui rappellent un œil. Dans le ciel jaune : un soleil scarabée. Le peintre hésite et joue de son hésitation entre composition rythmique d'éléments géométriques et lyrisme spontané de la ligne vivante.

## Expositions
- Joan Miró: Schnecke Frau Blume Stern, Museum Kunstpalast, Düsseldorf, 2002 — n°7.